# David Otero
David Otero Martín (Madrid, 17 de abril de 1980), conhecido como «El Pescao», é um cantor, guitarrista e compositor espanhol, membro do grupo musical de pop rock El Canto Del Loco.
David Otero frequentou o curso de Direito na faculdade durante um ano e, depois de abandoná-lo, iniciou os estudos em Gestão Aeronáutica.
Desde muito pequeno manifestou seu interesse pelo universo musical. Começou a tocar guitarra nos tempos livres, depois da escola,  nos parques de Madrid e pelas ruas de Malasaña, sempre junto ao seu violão.
Junto ao seu primo Dani Martín começaria como guitarrista o projeto musical que deu origem o El Canto Del Loco, influenciados por grupos espanhóis, americanos e ingleses das décadas de 80 e 90. David se mostrou um excelente compositor, criando muitos dos temas do grupo, entre eles Despiértame, Madrid e El Pescao. 
Em 7 de setembro de 2010, utilizando o nome artístico «El Pescao», iniciou sua carreira solo, lançando o álbum Nada-Lógico. A primeira canção de divulgação foi Castilho De Arena, na qual o cantor divide os vocais com a brasileira Ana Cañas.
Em 22 de março de 2011, El Pescao publica uma edição especial do álbum Nada-Lógico em um livro de 86 páginas que inclui um CD+DVD. É um projeto que reflete o perfil criativo de David Otero e seu desejo constante de melhorar os canais estabelecidos, com imaginação, rigor e versatilidade.